# Littoral (Benin)
6°22′N 2°26′Ø / 6.367°N 2.433°Ø
Littoral er et departement i Benin. Det ligger helt mod syd i landet mellem Nokouésøen og   Beninbugten og grænser til departementerne Atlantique og Ouémé.

## Administrativ inddeling
Littoral har kun en kommune; Cotonou, som er Benins største by og økonomiske center.  